# Piz da l'Antgierna da Salteras
Piz da l'Antgierna da Salteras är en bergstopp i Schweiz.   Den ligger i regionen Albula och kantonen Graubünden, i den östra delen av landet, 180 km öster om huvudstaden Bern. Toppen på Piz da l'Antgierna da Salteras är 2 982 meter över havet, eller 102 meter över den omgivande terrängen. Bredden vid basen är 0,31 km.
Terrängen runt Piz da l'Antgierna da Salteras är bergig åt nordväst, men åt sydost är den kuperad. Närmaste större samhälle är St. Moritz, 12,7 km sydost om Piz da l'Antgierna da Salteras. 
Trakten runt Piz da l'Antgierna da Salteras består i huvudsak av gräsmarker. Runt Piz da l'Antgierna da Salteras är det glesbefolkat, med 15 invånare per kvadratkilometer.